# Associação de Futebol de Omã
A Associação de Futebol de Omã (em árabe: الاتحاد العُماني لكرة القدم) (em inglês:  Oman Football Association, OFA) é o órgão dirigente do futebol, do futsal e do futebol de areia de Omã, responsável pela organização dos campeonatos disputados no país, bem como os jogos da seleção nacional nas diferentes categorias. Foi fundada em 1978 e é filiada à Federação Internacional de Futebol (FIFA) e à Confederação Asiática de Futebol (AFC) desde 1980. Salim Al-Wahaibi é o atual presidente da entidade.

## Veja também

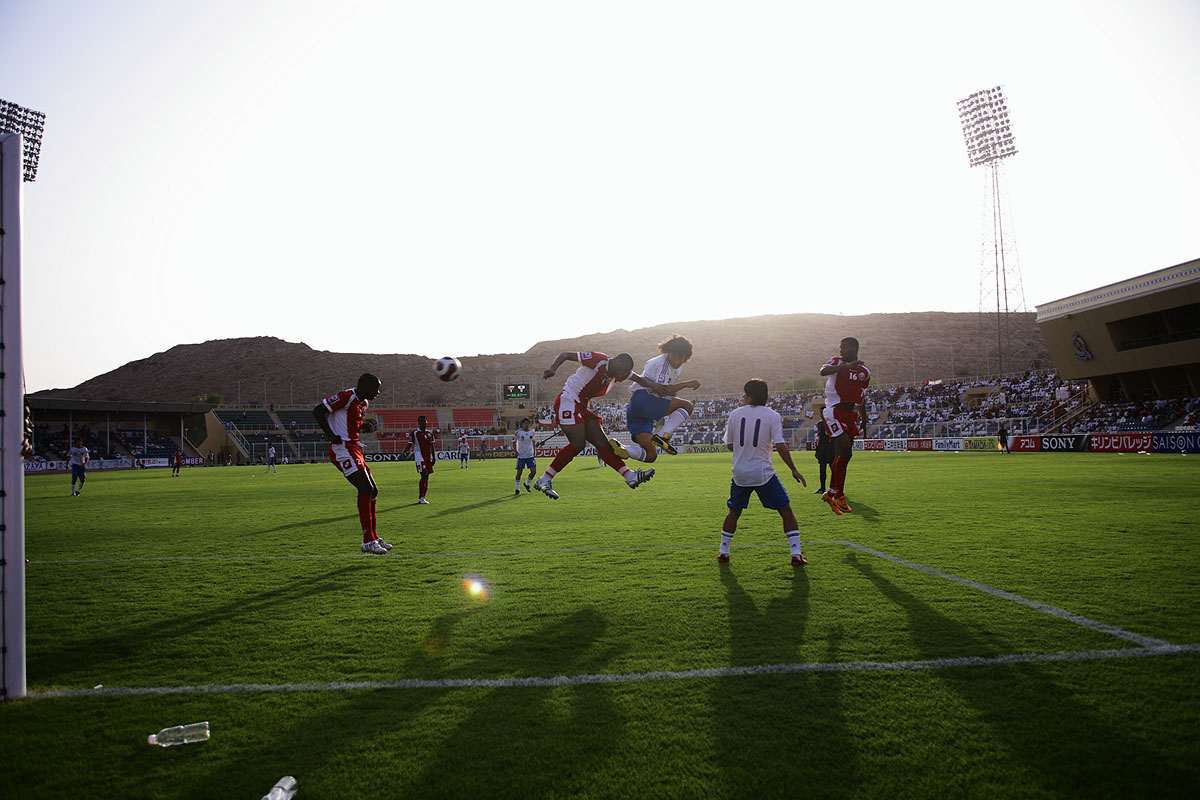
Seleção Omanense jogando contra o Japão nas eliminatórias da Copa do Mundo de 2010.